# Georg Wilhelm von Braunschweig-Lüneburg
Georg Wilhelm Braunschweig-Lüneburg, danski general, * 1583, † 1641.